# Патрик Соколовський
Патрик Соколовський (пол. Patryk Sokołowski, нар. 25 вересня 1994, Варшава, Польща) — польський футболіст, опорний півзахисник клубу «Краковія».

## Ігрова кар'єра
Патрик Соколовський є вихованцем столичної «Легії», в якій пройшов всі вікові категорії молодіжних команд. Але в першій команді футболіст так і не зіграв. Після піврічної оренди в «Олімпію» (Ельблонг), Соколовський підписав контракт з клубом Другої ліги «Зніч». Але відігравши в команді один сезон, футболіст повернувся до «Олімпії», з якою підписав вже повноцінний контракт.
Влітку 2018 року футболіст приєднався до клубу Екстракласи «П'яст» і 23 липня дебютував у вищому дивізіоні чемпіонату Польщі. Вже в першому сезоні у складі «П'яста» Соколовський виграв національний чемпіонат. Відмітився також участю у матчах кваліфікації Ліги чемпіонів та Ліги Європи. У квітні 2020 року футболіст та клуб продовжили дію контракту.
У мічні 2022 року Соколовський як вільний агент повернувся до свого першого клубу — варшавської «Легії».

## Титули
П'яст
 Чемпіон Польщі: 2018/19
Легія
 Переможець Кубка Польщі: 2022/23
 Володар Суперкубка Польщі: 2023